# Edouard Trebaol
Edouard Trebaol (20 de mayo de 1905–11 de octubre de 1935) era un actor estadounidense.

## Biografía
Trebaol era hijo de inmigrantes franceses. Había un total de 13 niños en la familia Trebaol, los cuales se cree que todos actuaron en Hollywood durante la era del cine mudo. Su madre trabajaba como una extra. Trebaol apareció en al menos 8 películas entre 1919 y 1923, apareciendo por primera vez como un huérfano en la película de aventuras de 1919 Jinx. Su rol más notable fue el de Artful Dodger en Oliver Twist de 1922, protagonizada por Jackie Coogan y Lon Chaney. Su última aparición cinematográfica fue en la serie de Ruth Roland, Haunted Valley de 1923.
Más tarde se convirtió en electricista en un estudio de Culver City, muriendo a causa de una caída de 12 metros (o 40 pies) en el estudio el 10 de octubre de 1935. Uno de sus hermanos, el reverendo Herve Trebaol de Ontario, realizó el servicio.
Esta enterrado en el Cementerio Calvary de los Ángeles, junto a su madre, quien falleció en 1955.

## Filmografía
- Jinx (1919)
- The Penalty (1920)[4]
- Honest Hutch (1920)[5]
- Get-Rich-Quick Edgar (1920)
- Edgar´s Freast Day (1921)
- Edgar the Detective (1921)[6]
- Oliver Twist (1922)
- Haunted Valley (1923)